# Anastasija Zolotic
Anastasija Zolotic (Largo, 23 de novembro de 2002) é uma taekwondista estadunidense, campeã olímpica.

## Carreira
De pais imigrantes da Bósnia e Herzegovina, Zolotic conquistou a medalha de ouro nos Jogos Olímpicos de Verão de 2020 em Tóquio, após confronto na final contra a russa Tatiana Minina na categoria até 57 kg, tornando-se a primeira mulher dos Estados Unidos campeã olímpica do taekwondo.